# Valderrey
Valderrey est une commune d'Espagne dans la province de León, communauté autonome de Castille-et-León. Elle s'étend sur 60,23 km2 et comptait environ 416 habitants en 2024.Outre la ville principale de Valderrey, la municipalité comprend les localités de Barrientos , Bustos , Carral , Castrillo de las Piedras , Cuevas , Curillas , Matanza et Tejados .

## Localisation et climat
Valderrey est situé à une altitude d'environ 840 m sur le plateau occidental de León (meseta) , à environ 50 km à l'ouest-sud-ouest de León . L' autoroute A-6 traverse la municipalité et la rivière Tuerto traverse le nord-est de la municipalité. Le climat est tempéré à chaud ; les précipitations (597 mm/an) se produisent principalement pendant les mois d’hiver.

## Évolution démographique
| Année      | 1970 | 1981 | 1991 | 2001 | 2011 | 2021 | 2024 |
| Population | 1404 | 958  | 781  | 632  | 487  | 433  | 416  |

Le déclin démographique important observé depuis les années 1950 est principalement dû à la mécanisation de l’agriculture ainsi qu’à l’abandon des petites exploitations et à la perte d’emplois qui en découle (exode rural).

## Site touristique

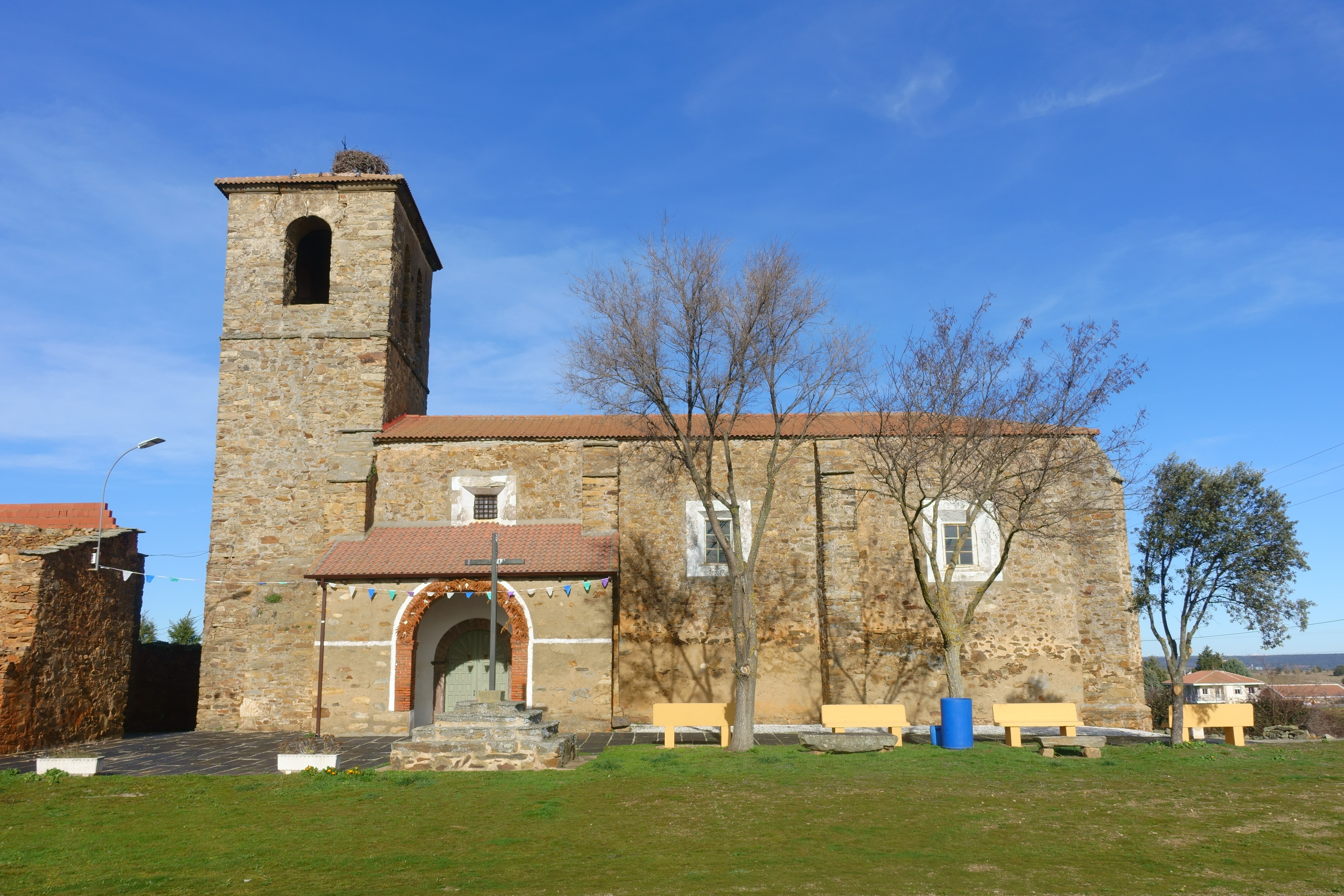
Église Sainte-Marie de Valderrey.
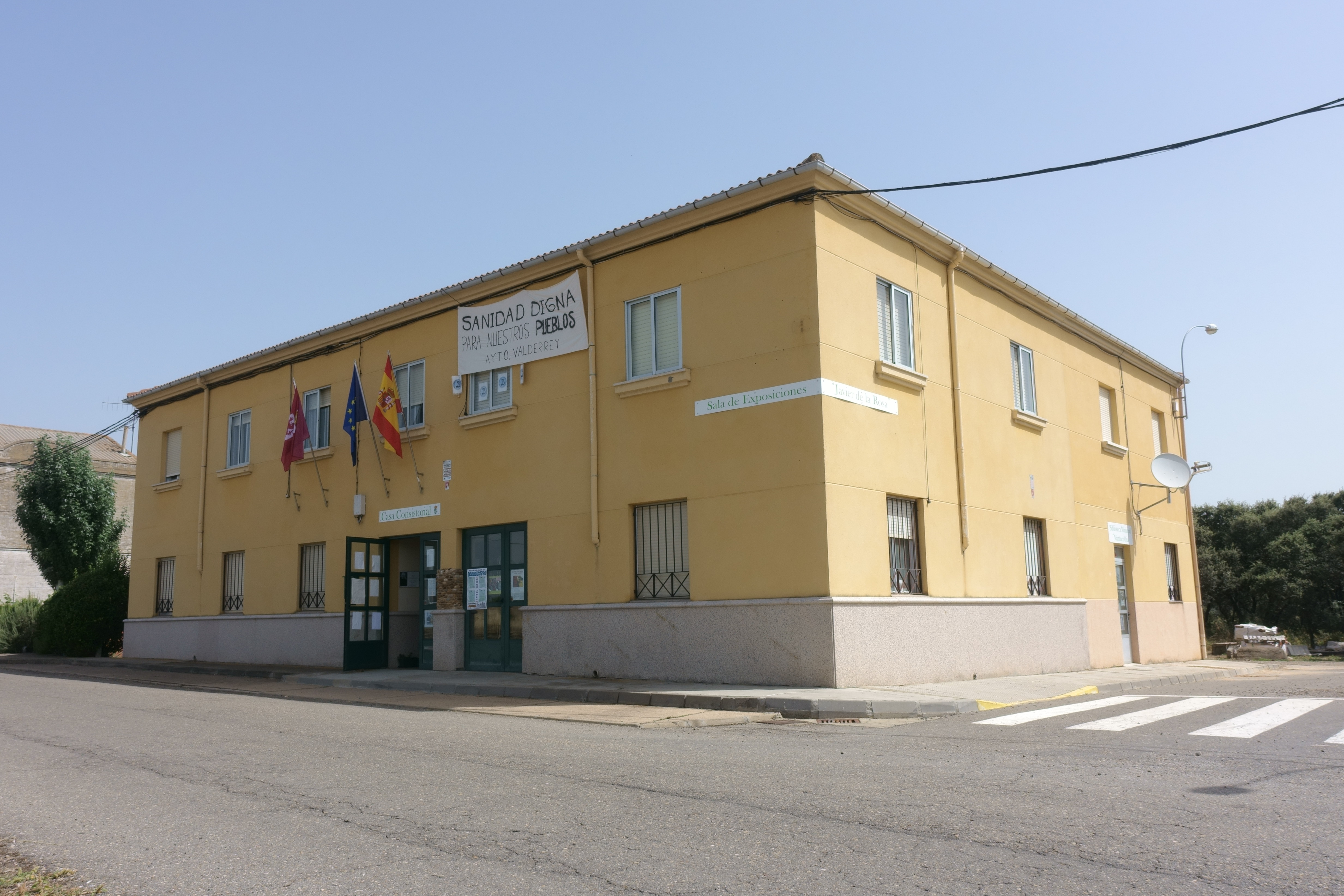
Hôtel de ville.

- Église Sainte-Marie de Valderrey.
- Hôtel de ville.